# Tseten Dorje (Shingshapa)
Shingshapa Tseten Dorje, beter bekend als Karma Tseten (1565 - voor 1582) was een koning over de regio Tsang in Tibet. Hij stichtte de Tsang-dynastie.
Voorafgaand was hij functionaris van de prins van de Rinpung-dynastie en gouverneur van Shigatse in de regio Tsang sinds 1548.
Hij werd opgevolgd door zijn zoon Thutob Namgyal.